# Auguste Joseph Peiffer
Pour les articles homonymes, voir Peiffer.
Auguste Joseph Peiffer né le 4 décembre 1832 à La Chapelle (Seine) et mort à Paris le 9 octobre 1879 est un sculpteur français. 

## Biographie
Élève de Jean-Baptiste-Jules Klagmann, Auguste Joseph Peiffer a produit essentiellement des bronzes avec des sujets allégoriques et mythologiques. Il participe aux Salons entre 1865 et 1879. Il obtient une médaille de 3e classe au salon de 1878.
Il demeure 160, boulevard Voltaire, puis 120, boulevard de Magenta à Paris.

## Œuvres
- Champigny-sur-Marne, Centre technique du bâtiment : Les Hirondelles, 1878.
- Compiègne, musée Antoine-Vivenel :
  - Arabe jouant de la mandoline, statuette ;
  - Arabe jouant du tambour, statuette.
- Saint-Nicolas-d'Aliermont, musée de l'Horlogerie : Enfant à la chasse, bronze ornant une pendule de Paris.